# 突破口!
『突破口!』（とっぱこう、原題：Charley Varrick）は、1973年制作のアメリカ合衆国のギャング・アクション映画。ジョン・H・リースの犯罪小説The Looters(1968年)の映画化、ドン・シーゲル監督、ウォルター・マッソー主演。1973年度英国アカデミー賞主演男優賞受賞。

## あらすじ
チャーリー・ヴァリックはかつて曲芸飛行のパイロットだったが、今はニューメキシコ州の小さな村で農薬散布の仕事をしている、しがない中年男であるが、彼には銀行強盗という裏の顔があった。といっても、田舎の小さな銀行ばかりを狙い、せいぜい1万から2万ドル程度を奪うというもので、チャーリーはそれに満足していた。
ある日、彼はいつものように、妻ネイディーン、相棒のハーマンともう1人の仲間と共に田舎の小さな銀行を襲撃したが、この日はいつもとは違い、穏便には済まなかった。逃亡用の車で待っていたネイディーンが警官と撃ち合いになり警官を射殺し、彼女も重傷を負ってしまい、直後に死んでしまう。チャーリーとハーマンはネイディーンの死体を車に放置したまま火を放ち、逃げおおせた。アジトで家のトレーラーハウスに、戻った2人は奪った金が75万ドルもあることにハーマンは喜ぶが、チャーリーは呆然とする。その金はマフィアの隠し金であり、チャーリーたちは警察やFBIよりも恐ろしい存在を敵にしてしまったからだ。
警察・FBIとマフィアの両方から追われる立場となったチャーリーは、巧みに身をかわし、大金を持って高飛びしようとするが、マフィアの放った冷酷非情な殺し屋モリーが行動を開始する。

## キャスト
| 役名                   | 俳優                     | 日本語吹替                          |
| 役名                   | 俳優                     | 日本テレビ版                        |
| ---------------------- | ------------------------ | ----------------------------------- |
| チャーリー・ヴァリック | ウォルター・マッソー     | 左右田一平                          |
| モリ―                  | ジョー・ドン・ベイカー   | 川合伸旺                            |
| シビル・フォート       | フェリシア・ファー       | 益海愛子                            |
| ハーマン・サリバン     | アンディ・ロビンソン     | 富川澈夫                            |
| ジュエル・エベレット   | シェリー・ノース         |                                     |
| ガーフィンクル         | ノーマン・フェル         |                                     |
| 正直者ジョン           | ベンソン・フォン         |                                     |
| ハロルド・ヤング       | ウッドロー・パーフリー   |                                     |
| ホートン保安官         | ウィリアム・シャラート   |                                     |
| ネイディーン・バリック | ジャクリーン・スコット   |                                     |
| ターフ夫人             | マージョリー・ベネット   |                                     |
| 少年                   | チャールズ・マッソ―      | 内海敏彦                            |
| ビバリー               | モニカ・ルイス           |                                     |
| トム                   | トム・タリー             |                                     |
| ランドルフ・パーシー   | アルバート・ポップウェル |                                     |
| ジェシー               | キャスリーン・オマリー   |                                     |
| ジャナ                 | クリスティナ・ハート     |                                     |
| マーフィ               | ドン・シーゲル           |                                     |
| メイナード・ボイル     | ジョン・ヴァーノン       | 宮川洋一                            |
| 不明 その他            | N/A                      | 峰恵研 筈見純 村松康雄              |
| 日本語スタッフ         |                          |                                     |
| 演出                   | 演出                     | 長野武二郎                          |
| 翻訳                   | 翻訳                     | 大野隆一                            |
| 効果                   |                          |                                     |
| 調整                   |                          |                                     |
| 制作                   | 制作                     | ニュージャパンフィルム              |
| 解説                   | 解説                     | 水野晴郎                            |
| 初回放送               | 初回放送                 | 1976年10月27日 『水曜ロードショー』 |

※キングレコードから販売されていたBDの日本語吹替には再放送時の短縮版（ハーマン・サリバンのセリフ「1日に三回ステーキ食おうと思えばそれだって簡単に出来るんだ」、「二人乗れる飛行機さえ手に入れば大威張りで好きなところに飛んで行けるじゃねぇか」、「た、多分そうだろ」のセリフがカット、トラックから降りる際のうなずき、モリーの車中の鼻唄の部分がカット）が収録されている。2014年にザ・シネマで放映されたものはそれらのセリフも存在する音源が放送された。

## 位置づけ・評価
それまで雇われの職人監督であったシーゲルが『ダーティハリー2』の依頼を断り、自身のプロダクションを立ち上げて作った作品である。アメリカではクエンティン・タランティーノが『パルプフィクション』の台詞でオマージュを捧げている。日本でも井筒和幸や岩本克也、岡村尚人、小林信彦と渥美清、篠崎誠、黒沢清などが絶賛している。
ライムスター宇多丸も本作のファンであり、前述の井筒が自身のラジオ番組にゲスト出演した際に、高村薫原作の井筒監督作『黄金を抱いて翔べ』に影響を与えた犯罪映画の名作5本に、井筒は『ゲッタウェイ』と『現金に手を出すな』、『ザ・ドライバー』、『サイレント・パートナー』と共に本作を挙げており、2人はラジオ番組でトークした。
本作と『サブウェイ・パニック』と『マシンガン・パニック』（『マシンガン・パニック/笑う警官』）の3本はマッソー主演の犯罪モノの3大傑作とされ、70年代クライムアクションの中でもベスト10に入るほどの名作と評されている。